# Frederick Douglass Memorial Bridge
Le Frederick Douglass Memorial Bridge, aussi connu comme le South Capitol Street Bridge, est un pont tournant qui enjambe la rivière Anacostia à Washington.
Il a été construit en 1950 et porte le nom de l'abolitionniste Frederick Douglass.